# 서점원 미치루의 신상이야기
《서점원 미치루의 신상이야기》(일본어: 書店員ミチルの身の上話)는 NHK 종합 텔레비전 〈요루★도라〉 범위(화요일 22:55 ~ 23:24〈JST〉)에서 2013년 1월 8일부터 3월 12일까지 방송된 일본의 텔레비전 드라마이다. 전 10화.
사토 쇼고의 소설 《신상이야기》를 원작으로 한 서스펜스 홈 드라마. 토다 에리카가 연기하는 평범한 인생을 보내고 있던 주인공·미치루가, 어느 2억엔의 복권의 당첨 복권을 손에 넣은 것으로부터, 미치루 자신을 시작해 그 주변의 사람들의 운명이 미치기 시작하는 이야기를, 미치루의 남편이라고 자칭하는 남자가 아내의 신상이야기를 말한다고 하는 형태로 그린다.
방송은 NHK 온 디멘드에서도 전달된다.

## 출연
- 후루카와 미치루 - 토다 에리카
- 타케이 테루오 - 코라 켄고
- 칸바야시 큐타로 - 에모토 타스쿠
- 하츠야마 하루코 - 안도 사쿠라
- 타카쿠라 에리카 - 테라시마 사키
- 후루카와 치아키 - 하루
- 토요마스 이츠키 - 아라이 히로후미
- 타테이시 타케코 (타테부) - 하마다 마리
- 사와다 사나에 - 아사다 미요코
- 후루카와 츠구노리 - 히라타 미츠루
- 미치루의 남편/이야기 - 오오모리 나오

## 스태프
- 원작 - 사토 쇼고 《신상이야기》
- 각본·연출·프로듀스 - 고즈 나오에 (TVMAN UNION)
- 음악 - 우메바야시 시게루
- 주제가 - U-KISS 〈ALONE〉 (avex trax)
- 제작·저작 - NHK, 테레비 맨 유니온

## 방송 일자
| 각 화                                                      | 방송일          | 재방송          | 부제        |
| ---------------------------------------------------------- | --------------- | --------------- | ----------- |
| 제1화                                                      | 2013년 1월 8일  | 2013년 1월 14일 | 평범한 여자 |
| 제2화                                                      | 2013년 1월 15일 | 2013년 1월 21일 | 거짓말      |
| 제3화                                                      | 2013년 1월 22일 | 2013년 1월 28일 | 복권        |
| 제4화                                                      | 2013년 1월 29일 | 2013년 2월 4일  | 비밀        |
| 제5화                                                      | 2013년 2월 5일  | 2013년 2월 11일 | 뒷정리      |
| 제6화                                                      | 2013년 2월 12일 | 2013년 2월 18일 | 의심        |
| 제7화                                                      | 2013년 2월 19일 | 2013년 2월 25일 | 이별 이야기 |
| 제8화                                                      | 2013년 2월 26일 | 2013년 3월 4일  | 정체        |
| 제9화                                                      | 2013년 3월 5일  | 2013년 3월 11일 | 방랑        |
| 최종화                                                     | 2013년 3월 12일 | 2013년 3월 18일 | 고백        |
| 평균 시청률 6.1% (시청률은 칸토 지구·비디오 리서치사 조사) |                 |                 |             |